# Saint-Barthélemy-de-Bellegarde
Saint-Barthélemy-de-Bellegarde is een gemeente in het Franse departement Dordogne (regio Nouvelle-Aquitaine) en telt 491 inwoners (2004). De plaats maakt deel uit van het arrondissement Périgueux.

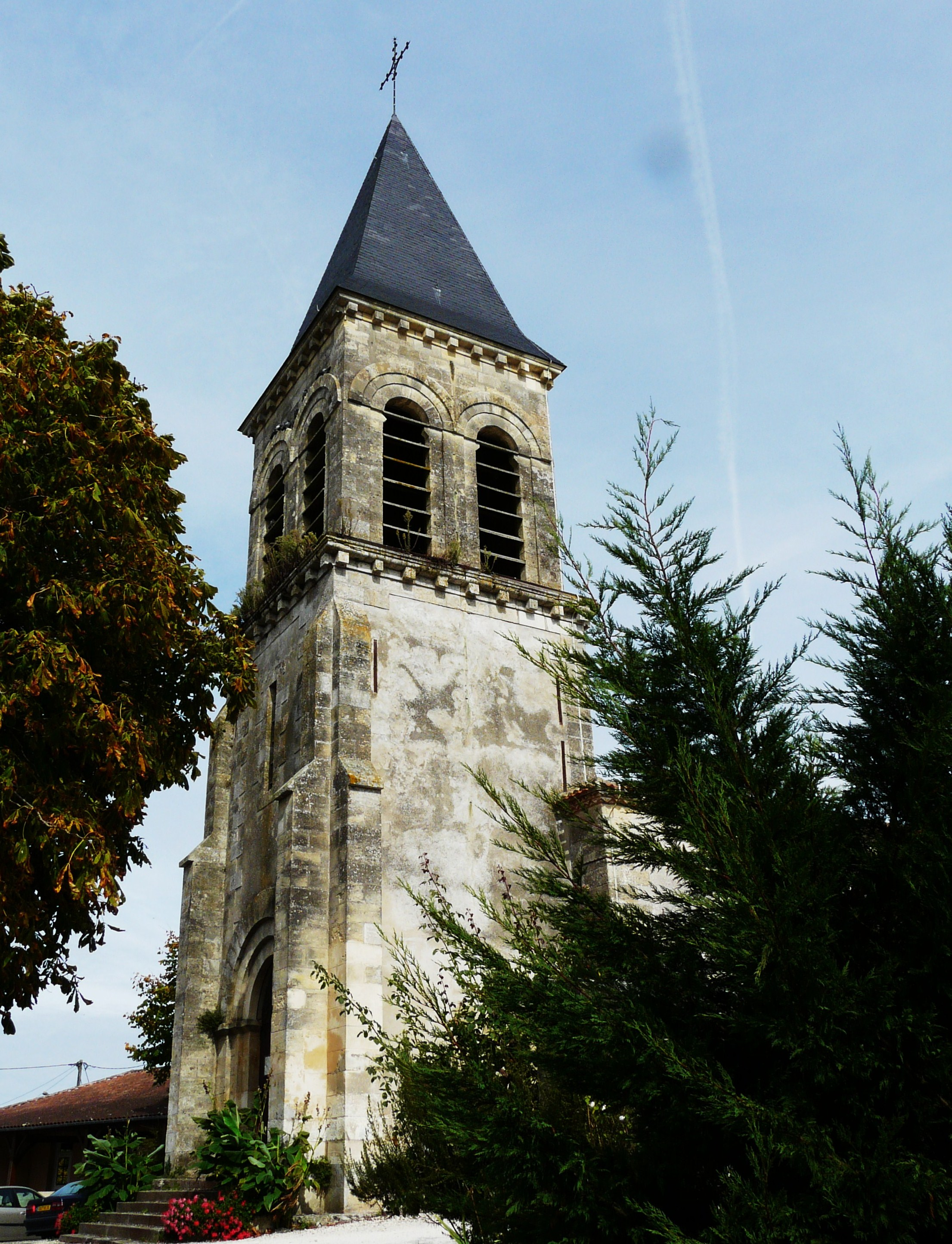
Kerk van Saint-Barthélemy-de-Bellegarde
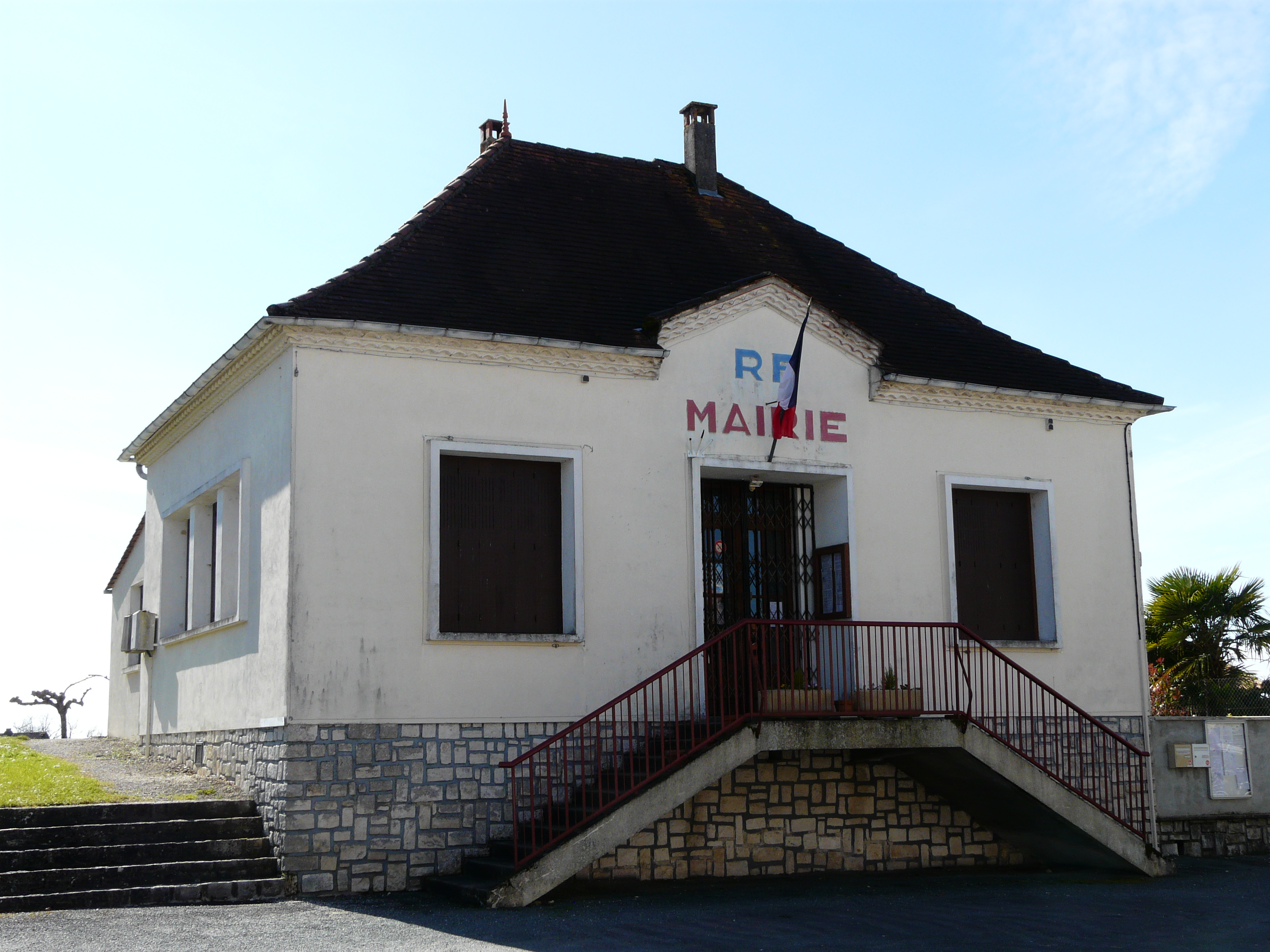
Gemeentehuis
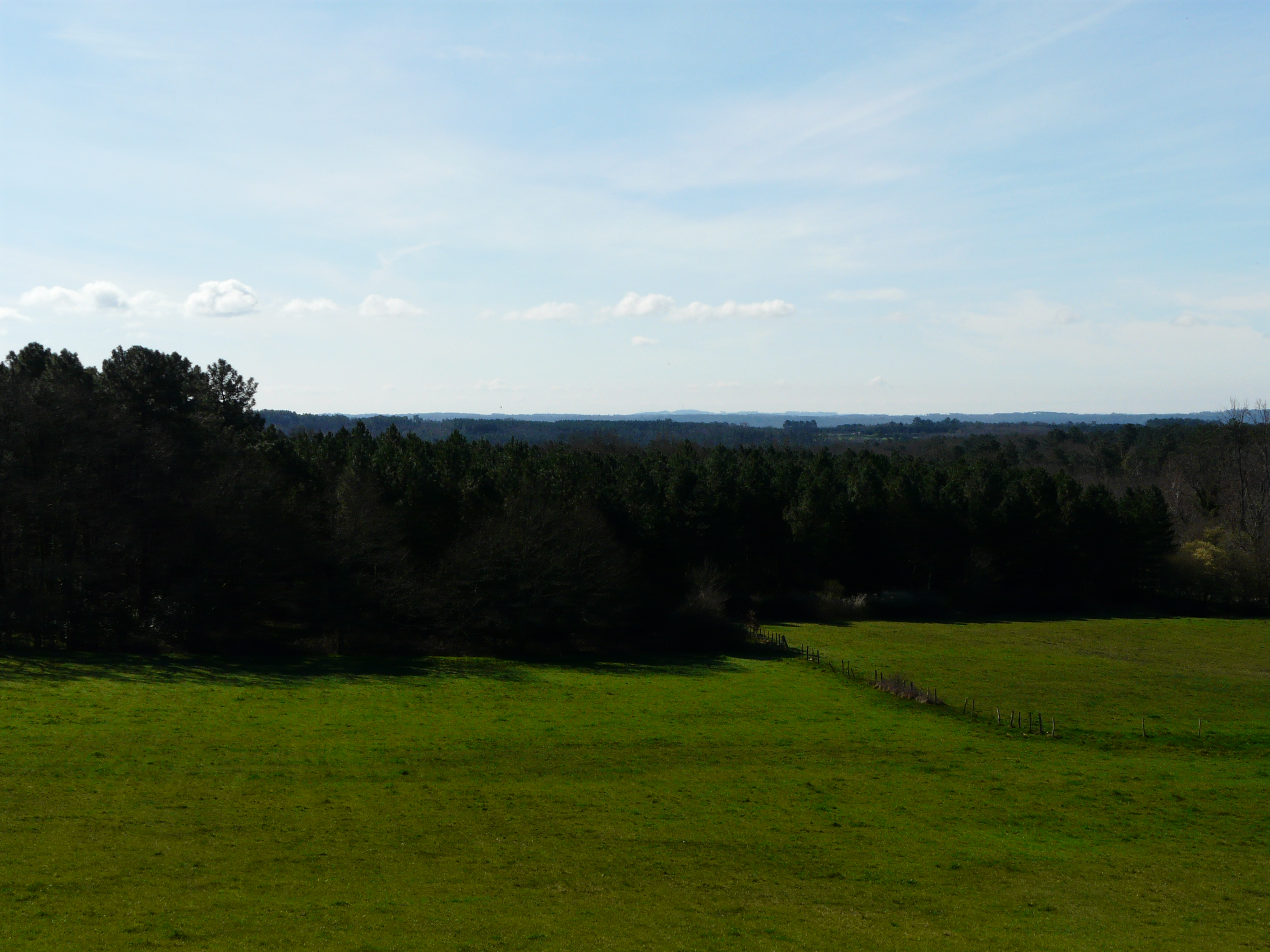
Bossen bij Saint-Barthélemy-de-Bellegarde

## Geografie
De oppervlakte van Saint-Barthélemy-de-Bellegarde bedraagt 34,0 km², de bevolkingsdichtheid is 14,4 inwoners per km².
De onderstaande kaart toont de ligging van Saint-Barthélemy-de-Bellegarde met de belangrijkste infrastructuur en aangrenzende gemeenten.

## Demografie
Onderstaande figuur toont het verloop van het inwonertal (bron: INSEE-tellingen).

1. ↑  Populations de référence 2022.